# Montes Rook
Die Montes Rook (Rook-Gebirge), benannt nach dem englischen Astronomen Lawrence Rooke sind ein ringförmiges Gebirgssystem auf dem Mond. Es umschließt mit einer Länge von etwa 900 km gänzlich das Mare Orientale sowie weitere Basaltebenen. Zwei der erstarrten Lavaseen, der Lacus Autumni und der Lacus Veris, liegen auf der Grenze zu den Montes Cordillera.